# Carnacki
Thomas Carnacki es un detective paranormal ficticio creado por el escritor de fantasía inglés William Hope Hodgson. Carnacki es el protagonista de una serie de seis historias cortas, publicadas entre 1910 y 1912 en las revistas The Idler y The New Magazine.
Carnacki, el cazafantasmas es una colección de cuentos sobrenaturales de detectives del autor William Hope Hodgson, cuyo protagonista es Thomas Carnacki. Fue publicado por primera vez en 1913 por la editora inglesa Eveleigh Nash. En 1947, Mycroft & Moran lanzó una nueva edición de 3050 copias que incluía tres historias adicionales. La impresión de Mycroft & Moran está enlistada como la N.º 52 en La reunión de Queen: una historia de los cuentos de detectives y crímenes, considerados como los cien libros publicados más importantes en su campo desde 1845, por Ellery Queen.
Estas historias se imprimieron como Carnacki, el cazafantasmas en 1913. En una nueva edición de 1948 de Arkham House —fundada por el escritor y antologista August Derleth, perteneciente al Círculo de Lovecraft— se agregaron tres historias: "El Jarvee Encantado", publicado póstumamente en The Premier Magazine en 1929; "El cerdo", publicado en Weird Tales en 1947; y "El encuentro", una historia inédita.